# Proalinopsis squamipes
Proalinopsis squamipes is een raderdiertjessoort uit de familie Proalidae. De wetenschappelijke naam van deze soort is voor het eerst geldig gepubliceerd in 1935 door Hauer.